# Lefranc
Lefranc is een Belgische stripreeks van schrijver en tekenaar Jacques Martin. Het eerste verhaal Het sein staat op rood verscheen in 1952.
De hoofdfiguur uit de serie is de journalist Guy Lefranc die allerlei avonturen beleeft, vaak met zijn jeugdige vriend Jean-Jean. In 'Het sein staat op rood' leert hij Jean-Jean toevallig kennen bij zijn bezoek aan het kasteel Koenigsbourg in de Vogezen. In De vlammenzee blijkt een vriend van LeFranc, de geleerde Pierre LeGall, ook de oom van Jean-Jean te zijn. Of hij LeGall al eerder kende dan Jean-Jean blijft onduidelijk. Lefranc was de sterke, onkreukbare, intelligente en dappere held. Zijn zwakke punt was zijn onafscheidelijkheid met de kwetsbare Jean-Jean. Daarmee vervulde Jean-Jean vooral een soortgelijke functie als Enak in de Alex-stripreeks.
Tijdens deze avonturen neemt Lefranc het vaak op tegen Axel Borg, in de latere strips verandert er veel tussen deze aartsvijanden.
Een andere belangrijke persoon is inspecteur Renard die het regelmatig samen met Lefranc opneemt tegen Borg.

## Albums
| Jaar | Titel                       | Tekenaar                                      | Scenarist                         | Originele titel          | Jaar |
| ---- | --------------------------- | --------------------------------------------- | --------------------------------- | ------------------------ | ---- |
| 1954 | Het sein staat op rood      | Jacques Martin                                | Jacques Martin                    | La Grande Menace         | 1954 |
| 1961 | De vlammenzee               | Jacques Martin                                | Jacques Martin                    | L'Ouragan de feu         | 1961 |
| 1965 | De giftige sneeuw           | Jacques Martin                                | Jacques Martin                    | Le Mystère Borg          | 1965 |
| 1974 | Het hol van de wolf         | Bob de Moor                                   | Jacques Martin                    | Le Repaire du loup       | 1974 |
| 1978 | De poorten van de hel       | Gilles Chaillet                               | Jacques Martin                    | Les Portes de l'enfer    | 1978 |
| 1979 | Operatie Thor               | Gilles Chaillet                               | Jacques Martin                    | Opération Thor           | 1979 |
| 1981 | De oase                     | Gilles Chaillet                               | Jacques Martin                    | L'Oasis                  | 1981 |
| 1982 | Het absolute wapen          | Gilles Chaillet                               | Jacques Martin                    | L'Arme absolue           | 1982 |
| 1984 | De crypte                   | Gilles Chaillet                               | Jacques Martin                    | La Crypte                | 1984 |
| 1987 | De apocalyps                | Gilles Chaillet                               | Jacques Martin                    | L'Apocalypse             | 1987 |
| 1989 | Het doelwit                 | Gilles Chaillet                               | Jacques Martin                    | La Cible                 | 1989 |
| 1997 | De camarilla                | Gilles Chaillet                               | Jacques Martin                    | La Camarilla             | 1997 |
| 1998 | De diefstal van de spirit   | Gilles Chaillet                               | Jacques Martin                    | Le Vol du Spirit         | 1998 |
| 2001 | De colonne                  | Christophe Simon                              | Jacques Martin                    | La Colonne               | 2001 |
| 2002 | El Paradisio                | Christophe Simon                              | Jacques Martin                    | El Paradisio             | 2002 |
| 2004 | Het ultimatum               | Francis Carin                                 | Jacques Martin                    | L'Ultimatum              | 2004 |
| 2006 | De meester van het atoom    | André Taymans & Erwin Drèze                   | Michel Jacquemart                 | Le Maître de l'atome     | 2006 |
| 2007 | De blauwe mummie            | Francis Carin                                 | Patrick Weber                     | La Momie bleue           | 2007 |
| 2008 | Londen in gevaar            | André Taymans & Erwin Drèze                   | André Taymans & Alain De Kuyssche | Londres en péril         | 2008 |
| 2009 | Zwarte kerst                | Régric                                        | Michel Jacquemart                 | Noël noir                | 2009 |
| 2010 | De vervloeking              | André Taymans, Erwin Drèze & Raphaël Schierer | Patrick Delperdange               | Le Châtiment             | 2010 |
| 2011 | De kinderen van de bunker   | Alain Maury                                   | Michel Jacquemart                 | Les Enfants du bunker    | 2011 |
| 2012 | De eeuwige shogun           | Régric                                        | Thierry Robberecht                | L'Éternel Shogun         | 2012 |
| 2013 | Het geheim van Stalin       | Régric                                        | Thierry Robberecht                | L'Enfant Staline         | 2013 |
| 2014 | Cuba Libre                  | Régric                                        | Roger Seiter                      | Cuba libre               | 2014 |
| 2015 | Operatie Antarctica         | Christophe Alvès                              | François Corteggiani              | Mission Antarctique      | 2015 |
| 2016 | De vogelman                 | Régric                                        | Roger Seiter                      | L'Homme-oiseau           | 2016 |
| 2017 | Het principe van Heisenberg | Christophe Alvès                              | François Corteggiani              | Le Principe d'Heisenberg | 2017 |
| 2018 | De chaostheorie             | Régric                                        | Roger Seiter                      | La Stratégie du Chaos    | 2018 |
| 2019 | Rode maan                   | Christophe Alvès                              | François Corteggiani              | Lune Rouge               | 2019 |
| 2020 | Het losgeld                 | Régric                                        | Roger Seiter                      | La Rançon                | 2020 |
| 2021 | De rechtvaardige rechters   | Christophe Alvès                              | François Corteggiani              | Les juges intègres       | 2021 |
| 2022 | Het Ares-schandaal          | Régric                                        | Roger Seiter                      | Le Scandale Arès         | 2022 |
| 2023 | De weg naar Los Angeles     | Christophe Alvès                              | François Corteggiani              | La Route de Los Angeles  | 2023 |
| 2024 | H-bommen op Almería         | Régric                                        | Roger Seiter                      | Bombes H sur Almería     | 2024 |

In augustus 2022 verscheen bij uitgeverij Casterman in het boek De auto's van Lefranc een kortverhaal van acht pagina's getiteld De Route des Vins Rally, getekend door Régric op scenario van Roger Seiter en ingekleurd door Bruno Wesel.

## De reizen/reportages van Lefranc
De reizen van Lefranc is een spin-off van de hoofdreeks. Het scenario komt van Jacques Martin, de tekeningen van Régric. Een jaar na de dood van Jacques Martin zette de reeks zich voort onder de naam De reportages van Lefranc, het scenario van het eerste album (de Atlantische muur) komt nog van Jacques Martin, de tekeningen van Olivier Weinberg. Het scenario van de daaropvolgende albums komt van Isabelle Bournier, de tekeningen weer van Olivier Weinberg.